# Etică
Etica (din greacă ἦθος ēthos = datină, obicei) este una din principalele ramuri ale filosofiei, ea se ocupă cu cercetarea problemelor de ordin moral, încercând să livreze răspunsuri la întrebări precum: ce este binele/răul? cum trebuie să ne comportăm?
În Întemeierea metafizicii moravurilor, Immanuel Kant susține că etica se fondează în împrejurul răspunsului la întrebarea "Was soll ich tun?" (= ce trebuie să fac?). Când spune acestea, el pleacă de la premisa crasă că există o etică veritabilă, universal acceptată. Întrebarea eticii nu a fost pe atât de corect formulată de Kant, ea fiind nu "Was soll ich tun", ci "Was kann ich wissen über das was ich tun soll?" (= Ce pot să știu despre ce trebuie să fac?).

## Origini
Ca denumire a unei discipline filosofice conceptul de "etică" a fost prima dată folosit de Aristotel. Prin acesta Aristotel intenționa să denumească ansamblul de obiceiuri și tradiții omenești. Important de reținut este că etica fusese deja mutată în centrul discuțiilor filosofice odată cu apariția lui Socrate.

## Tradiții etice

### Etică occidentală
Istoria eticii occidentale, ca de altfel și cea a filosofiei occidentale, își are începuturile în Grecia antică. Principalele nume menționate atunci când se vorbește de etica grecească sunt Socrate, Platon, Aristotel. Chiar dacă se poate urmări un fir roșu în ideile celor trei filosofi menționați, teoriile etice dezvoltate de cei trei sunt destul de diferite în esență. 
Socrate nescriind nici o lucrare, fiind partizanul unei tradiții orale în ceea ce privește filosofia, principale sale idei etice sunt desprinse din dialogurile lui Platon, în special Euthyphron, Laches, Menon, acesta din urmă urmărind să răspundă la întrebarea Ce este virtutea ?
Platon, dezvoltând o teorie a formelor și folosindu-se de aceasta ca de o premisă în dezvoltarea teoriei asupra guvernării, s-a îndepărtat într-o mare măsură de discursul socratic. Aristotel respinge din start teoria formelor gândită de Platon, iar propria sa viziune asupra eticii o exprimă în Etica nicomahică și în Etica eudemică.
Punctul comun între eticile anterior menționate, care se regăsește în mai toate teoriile etice, inclusiv cele contemporane, îl reprezintă includerea în discursul filosofic a două concepte: fericirea și virtutea. Corespondentele conceptelor în limba greacă sunt eudaimonia și areté, dar acești termeni erau folosiți într-un sens aparte. Un individ putea fi în aparență un eudaimon, având o viață lipsită de griji (am spune astăzi), dar acest lucru nu implică în mod necesar și includerea acestuia în categoria daimonilor. 
Binele, o altă constantă a filosofie occidentale, se împletește cu virtutea și eudaimonia, dar și cu rațiunea. Bunăoară Socrate accentuează ideea că viața morală este o viață virtuoasă. Prin cuvintele acestuia din dialogurile platonice putem extinde acest mod de a percepe fericirea și asupra filosofiei lui Platon. Aristotel subliniază importanța intelectului și implicit a rațiunii, dar și nevoia unei introspecții raționale, care să ofere un răspuns la principala întrebare a filosofie grecești: Cum ar trebui să trăiască un individ pentru a atinge eudaimonia ?
Un posibil răspuns poate fi identificat la întrebarea anterioară, el putând fi și o concluzie a filosofie grecești, și anume urmărind binele suprem. Binele suprem ca și teleologie nu înseamnă pur și simplu respectarea unor anumite reguli de comportament - prin virtuți, el are în vedere o permanentă căutare prin intermediul sinelui și prin intermediul facultăților cu care a fost înzestrat omul, iar principala facultate a individului este rațiunea.
Explozia gândirii raționale în Grecia antică a avut un ecou deosebit în toată lumea occidentală, influența acestui mod a imagina și explica lumea, și implicit omul, s-a făcut simțită chiar și în teologie.
Scolastica ca și școală a filosofiei a fost influențată de demersul rațional inițiat în Grecia antică, principalul obiectiv al acestei școli a fost acela de a îmbina rațiunea, denumită lumina naturală, și teologia. Explicațiile etice se regăsesc undeva la confluența celor două mari școli: teologia rațională - avându-l ca reprezentat pe Aristotel și teologia revelată, în prim planul acesteia fiind Toma d'Aquino. Încercarea lui Toma d'Aquino de a media între un mod de viață rațional și unul bazat pe credințe religioase este evidentă în principala lucrare a acestuia Summa theologiae. Pentru Toma d'Aquino rațiunea devine un deschizător de drumuri pentru credință.
Istoria filosofiei îl prezintă ca părinte al scolasticii pe Sfântul Anselm, recunoscut în general ca fiind cel care a introdus argumentul ontologic al lui Dumnezeu. Apelând la o argumentare rațională prin apelul la axiome și concluzii obținute din premise, Anselm a întărit ideea necesității unei abordări deductive a cunoașterii, în acest sens mărturie stau cuvintele acestuia:
„Mi se pare o dovadă de neglijență, dacă, după ce am reușit să avem Credință, nu ne dăm silința să înțelegem ceea ce credem”—Anselm - De ce s-a făcut Dumnezeu om
Importanța argumentării logice în problemele etice, analizate filosofic sau teologic este subliniată și de William Ockham. Concluzia acestuia are în vedere localizarea sursei moralei în însăși voința divină. Aducând în discuție unul din atributele lui Dumnezeu, și anume omnipotența, gânditorului franciscan afirmă că Dumnezeu poate face orice, în afară de ceea ce este ilogic.
„Rebeliunea împotriva cerințelor moralității tradiționale fusese, de fapt, starea de spirit care a inițiat căutarea principiilor etice generale.” Filosofii moderni au caracterizat etica creștină drept:
- intolerantă;[2]
- imorală;[2]
- represivă;[2]
- infantilizantă.[2]

Conform lui Ronald Preston, prima dintre cele patru obiecții este cea mai solidă din punct de vedere istoric.
Începând cu Spinoza și Kant, etica, drept disciplină academică este un discurs pur rațional, care nu acceptă etica revelată (bătălia dintre raționalism și pietism, deismul, iluminismul francez, conflictul între heghelienii de stânga și heghelienii de dreapta, Nietzsche cu Genealogia moralei, Jeremy Bentham și John Stuart Mill cu utilitarismul, Kierkegaard și Heidegger cu existențialismul teist, iar Sartre și Camus cu existențialismul ateu).
Kant nu se opunea eticii creștine în sine, fiind poreclit pentru acest motiv „teolog sub acoperire”, dar se opunea caracterului irațional și infantilizant al religiei revelate (al cărei deces îl dorea). Kant dorea așezarea moralității pe baze solide, raționale, nu pe baza șubredă a unei religii pe cale de a apune. Dar Kant nu refuza existența lui Dumnezeu, a sufletului omenesc sau datoria către Dumnezeu. Prin a declara că Dumnezeu și sufletul sunt incognoscibile, el le-a imunizat față de critica rațională.
În secolul XX cei mai importanți eticieni au fost G.E. Moore, R.M. Hare, John Rawls și Robert Nozick. Peter Singer este cunoscut pentru un popular tratat de etică. Singer a fost denumit în 2019 „poate cel mai influent intelectual public”. În 2018 un parlamentar laburist australian (din 2022 ministru adjunct, iar din 2023 dublu ministru adjunct) l-a denumit „unul din cei mai influenți filosofi din lume”.

## Tipuri de etici

### Etică normativă
Etica normativă are în vedere prescrierea de norme pentru comportamentul individual al omului, dar și pentru organizarea morală a vieții sociale. 

### Etică descriptivă
Etica descriptivă prezintă modul în care oamenii se comportă și / sau ce fel de standarde morale adoptă.

### Etică aplicată sau etica profesională
studiază aspecte particulare ale problematizării etice din perspectiva unor anumite profesii
Etica aplicată este formată dintr-un mănunchi de discipline care încearcă să analizeze filosofic cazuri, situații, dileme relevante pentru lumea reală. Printre aceste discipline se numără etica tehnologiei informației, etica bunăstării animalelor, etica în afaceri, bioetica, etica medicală, etica mediului, etica cercetării științifice, etica în politicile publice, etica relațiilor internaționale, etica mijloacelor de informare.
Cum importanța economiei în diagrama oricărei societăți este în continuă creștere, este absolut normal să apară și accentuarea cercetărilor din domeniul eticii în afaceri. Acestea se concentrează cu precădere asupra părților implicate (stakeholders) în activitățile economice desfășurate în interiorul unei piețe. În categoria "părților implicate" sunt incluse corporațiile, clienții acestora, furnizorii și distribuitorii lor, acționarii, angajații și nu în ultimul rând comunitatea. Raportarea corporațiilor la părțile implicate enumerate se face și prin intermediul conceptului de responsabilitate socială a corporațiilor.